# Trophon cerrosensis
Trophon cerrosensis är en snäckart som beskrevs av Dall 1891. Trophon cerrosensis ingår i släktet Trophon och familjen purpursnäckor.

## Underarter
Arten delas in i följande underarter:
- T. c. cerrosensis
- T. c. catalinensis